# Paul Adriani

Vader Marinus Adriani met zijn dochter, zoon en (vermoedelijk) broer, 1933

Paulus Lambertus Grimmius (Paul) Adriani (Makassar, 17 januari 1914 – Soerabaja, 11 februari 1942) was een Nederlandse officier vlieger en Luitenant-ter-zee tweede klasse van de Marine Luchtvaartdienst van de Koninklijke Marine. Aan hem werd postuum het vliegerskruis toegekend.

## Loopbaan
Adriani werd geboren in Makassar als zoon van Marinus Adriani en Ida Mansvelt Beck. Zijn ouders scheidden in 1924. Na voltooiing van de Hogere Zeevaartschool Amsterdam voer hij als stuurman voor de Rotterdamse Lloyd. Daarna volgde Paul Adriani de opleiding aan het Koninklijk Instituut voor de Marine in Willemsoord, Den Helder. Hij voer op mijnenvegers en werd benoemd tot Luitenant ter zee derde klasse. Per Koninklijk besluit kreeg hij per 14 april 1937 eervol ontslag bij de Koninklijke Marine Reserve en werd dezelfde dag benoemd tot officier vlieger derde klasse. Met ingang van 2 mei 1938 werd hij aan boord geplaatst van Hr.Ms.Java als boordvlieger van de Fokker C-XIW W-15. De kruiser Hr.Ms.Java vertrok op 4 mei 1938 uit Den Helder en kwam op 25 juni 1938 aan in Nederlands Indië. Per 4 juli 1938 werd Paul Adriani geplaatst op het vliegkamp Morokrembangan bij Soerabaja. Met ingang van 4 augustus 1938 werd hij bevorderd tot officier vlieger tweede klasse. Hij wordt achtereenvolgens als boordvlieger geplaatst op: Hr.Ms.Java, Hr.Ms.de Ruyter, Hr.Ms.Java en Hr.Ms. van Galen. Op 17 mei 1939 wordt hij op Marine vliegkamp Morokrembangan geplaatst. In 1939 wordt hij overgeplaatst op Groep Vliegtuigen 7 (GVT7). Met de Dornier Wal ging hij op tocht over Java en Sumatra. 

### Tweede Wereldoorlog
In 1941 wordt Paul Adriani als bootcommandant aan boord van de Dornier 24K vliegboot X-29 van Groep Vliegtuigen 6. (GVT6) geplaatst. Vanuit Morokrembangan maakte hij verkenningsvluchten over de Javazee. Eind december 1942 werd hij met GVT6 overgeplaatst naar Noordwest Borneo. Onder moeilijke technische omstandigheden en tropische weersomstandigheden werd rond half Januari 1942 door de X-29 het door de japanners bezette vliegveld van Kuching meerdere malen gebombardeerd. Op 24 januari werden door de X-29 vier zieke Russische schepelingen uit groot Natoena opgehaald en naar Pontianak gevlogen.
Op 25 januari 1942 wierp de X-29 rijst uit voor de hongerende bevolking van de Tambalan eilanden.
Op 26 januari 1942 viel de X-29 een Japans troepentransportschip aan dat in brand werd geschoten. Bij deze aanval wordt korporaal vliegtuigmaker J. Veldman door vijandelijk vuur dodelijk getroffen.
Op 28 januari 1942 liep de X-29 voor de kust van Sinkawang tijdens een aanval op een Japanse landingsvloot schade op.
Op 29 januari 1942 keerde de X-29 terug op marine vliegkamp Morokrembangan voor reparatie en onderhoud.

### Overlijden
In de nacht van 9 op 10 februari 1942 maakte de X-29 en nog twee dornier vliegboten een evacuatie vlucht naar Banjarmasin op zuid Borneo. De stad bleek al in handen van de japanners te zijn. De X-29 van groepscommandant Adriani werd vanaf de wal hevig beschoten. Door direct door te starten en in de wolken te vliegen wist de X-29 aan het vuur te ontkomen. Tijdens de terugvlucht naar Java vielen voor het eiland Madoera echter twee motoren uit. De X-29 moest in het donker een noodlanding op de Javazee maken. Ter hoogte van het westgat bij Soerabaja crashte het toestel in zee. De X-29 liep vol water en zonk. Adriani kon door de twee vliegtuigmakers van de X-29 gered worden maar overleed de volgende dag op 11 februari 1942 aan zijn verwondingen. De drie bemanningsleden die niet meer uit de X-29 konden komen waren: sergeant vlieger P.J. de Ru. registratienummer (17476), korporaal-telegrafist J.J. Woltjes (14089) en sergeant-zeewaarnemer J.de Vries (38018).

## Onderscheiding
Adriani kreeg bij Koninklijk Besluit van 7 januari 1943 nummer 4 postuum het vliegerkruis.